# Птица Хума
Хума (перс. هما, авестански: Homāio), такође и Хома, је митска птица иранских легенди и бајки,  као заједнички мотив у Суфи и Диван поезији. Иако постоје многе легенде о том створењу, свима је заједничко то да птица никада не слеће на земљу, већ да цео живот живи невидљива високо изнад земље.
Постоје бројна народна тумачења имена, међу њима и тумачење Суфи учитеља Инајата Кана, који је наводно рекао да "у речи Хума, ху представља дух, а реч мах потиче из арапског 'Ма'а' (ماء) што значи вода."

## Митови и легенде
За птицу Хума се каже да се никада не одмара, читав живот живи невидљиво високо изнад земље и никада не слеће на земљу (у неким легендама се каже да нема ноге).
У неколико варијација Хума митова, каже се да је птица слична фениксу, троши се у пожару на сваких неколико стотина година, само да поново устане из пепела. Речено је да птица Хума има и мушку и женску природу у једном телу (подсећа на кинеског Фенгхуанга), при чему свака природа има једно крило и једну ногу. Хума се сматра саосећајном и „птицом среће“ јер се каже да је њена сенка (или додир) повољна.
У суфијској традицији хватање Хуме је изван чак и најлуђе маште, али поглед на њу или чак њену сенку засигурно ће некога усрећити до краја живота. Такође се верује да се Хума не може ухватити жива, а особа која убије Хуму умреће за четрдесет дана.
У османској поезији, створење се често назива „рајском птицом“;  рани европски описи рајских птица приказивали су птице као да немају крила или ноге, и претпоставља се да су птице остајале у висинама читав живот.
У алегоријском ремек-делу Атара Нишапура Говор птица, еминентном примеру суфијских дела у персијској књижевности, птица Хума приказана је као ученица која одбија да крене на пут јер би такав подухват угрозио привилегију давања краљевског статуса онима преко којих је прелетела. У иранској књижевности, ова функција давања краљевског статуса птице Хума поистовећује се са пред-исламским монарсима и стоји vis-a-vis гаврана, што је метафора за Арапе. Легенда се појављује и у не-суфијској уметности.
Функција давања краљевства птици Хума поново се појављује у индијским причама о Могулској ери, у којој је речено да сенка (или спуштање) птице Хума на главу или раме неке особе даје (или предвиђа) краљевање. Сходно томе, за перје које украшава турбане краљева речено је да је перје птице Хума.
Суфијски учитељ Инајат Кан даје легенди о дарованом краљевском царству духовну димензију: „Њено право значење је да када се нечије размишљање толико развије да надмаши сва ограничења, он постаје краљ. Ограничавање језика је разлог што се Свевишњи може описати само као нешто попут краља.“
Птица Хума симболизује недостижну узвишеност у турској народној књижевности. Неке референце на такво створење такође се појављују у књижевности Синдија, где се - као у диванској традицији - створење приказује како доноси велико богатство. У делу Зафарнама од Гуру Гобинд Синга, писмо упућено могулском цару Аурангзебу се односи на Хуму птицу као "моћну и повољну птицу".

## Наслеђе
- У каталогу Британског музеја налази се фотографија статуа капитела налик грифону, у Персепољу, (локално познатом као "птице хума").[15]
- Скраћеница персијског језика за „Иранску националну авиокомпанију“ је HOMA, а амблем авиокомпаније има стилизован приказ птице Хума.
- Грб Узбекистана представља птицу Хума.
- Херман Мелвил кратко алудира на птицу у Моби Дику. На почетку поглавља под насловом „Реп“, приповедач говори о „птици која никада не слеће“.
- Пружа наслов Птичје сенке, збирке кратких прича Ивана Буњина.
- Такође се помиње у филму Вонг Карваја Days of Being Wild и представи "Orpheus Descending" Тенеси Вилијамса.[тражи се извор]
- Књижевна серија Dragonlance названа је по највећем хероју Крина, Huma Dragonbane, по птици Хума.
- Астероид 3988 Хума који је открила Елеанор Ф. Хелин назван је по птици Хума. Име астероида предложено је од стране SGAC Name An Asteroid Campaign.[16]